# Karla Absolonová-Bufková
Karla Absolonová-Bufková, křtěná Karolina Anna Maximiliana Wankelová (7. února 1855 Blansko – 29. listopadu 1941 Praha) byla česká autorka knih pro mládež, dramatička a sběratelka lidových zvyků a písní.

## Životopis
Narodila se jako druhá dcera lékaři Jindřichu Wanklovi a Elišce (Alžbětě) Wanklové rozené Šímové (1832–1903). Se sestrami (dvě zemřely v raném věku) Vlastou Havelkovou, Lucií Bakešovou a Madlenou Wanklovou vyrůstaly ve vlasteneckém prostředí. Matka byla pro dcery vzorem, pracovala v lékárně a pomáhala otci při jeho archeologické práci. Také její zaujetí pro vlastenectví a národopis bylo zřejmé z jejích aktivit ve spolku Rastislav. Účastnila se pořádání besed, divadla, zábav a dalších akcí spolku.
Karla získala základní vzdělání na Měšťanské škole v Blansku. Ve studiu pokračovala na Vyšší dívčí škole v Praze, kde bydlela se svojí starší sestrou Lucií. Po návratu domů se v roce 1872 provdala za lékaře Vilibalda Absolona. Rodina bydlela v Boskovicích. Narodily se jim dvě děti, dcera Olga a syn Karel Absolon. V roce 1882 ovdověla. Vzhledem k nedostatku financí se přestěhovala s dětmi k rodině sestry provdané za Františka Bakeše do Ořechoviček. Peníze si vydělávala výukou hry na klavír. V roce 1887 se provdala podruhé za úředníka Eduarda Bufku. Manžel byl později přeložen do pražské Zemské banky a rodina se přestěhovala do Prahy. V druhém manželství se narodil syn Vladimír Jindřich Bufka.
Byla ovlivněna prostředím, ve kterém vyrůstala a mimo jiné se zajímala o národopis. Sbírala a zaznamenávala moravskou lidovou hudbu, pověsti, pohádky a lidové zvyky. Napsala několik divadelních her a dětských knih. Psala o otázkách feminismu i svých pacifistických postojích, ale také povídky. Své texty publikovala v Národních listech, v Ženských listech nebo v ženském časopise Lada. V časopise Ženský svět měla na starosti v roce 1909 rubriku „Z domova i ciziny“. V roce 1911 pracovala v rubrice „Ze světa slovanského“ a „Ženská otázka“. Fejetony z výletů z „Moravského Švýcarska“ vydala v časopise Turista. Tyto texty se staly obrazem dobového využívání Moravského krasu pro turistiku. Odborné články publikovala v Časopise vlasteneckého spolku muzejního v Olomouci.
Sebrané moravské pověsti vydala v knize s názvem Z Ječmínkovy říše (1897), jejíž součástí se stala Mánesova pohádka. Josef Mánes byl u rodiny Wanklových častým hostem a dcery, především malá Karla ráda naslouchala jeho výkladům při vycházkách po okolí. Zapamatovala si vyprávění o podzemní zelené říši, zeleném králi a princezně. Tak později vznikla Mánesova pohádka.
Se sestrami společně pracovaly v ženském a sociálním hnutí. Zúčastnila se příprav na národopisné výstavy v Olomouci i v Praze. Byla členkou Vlastivědného spolku musejního v Olomouci, kde se věnovala hudbě a folklóru. Pracovala také ve spolku Žerotín. Mezi lety 1914–1920 se věnovala autorské beletristické tvorbě pro Mírovou čítanku. Přispívala do brněnské Ženské revue a do Letáčků Ženské útulny v Brně. Roku 1919 vystoupila z církve katolické.
Karla Absolonová-Bufková zemřela v Praze 29. listopadu 1941.

### Dílo (výběr)

#### Próza
- Po stopách slovanských na Rujaně – Olomouc: Vlastenecký musejní spolek, 1900[10]
- Z Ječmínkovy říše: moravské povídky a pověsti (ilustrace Václav Černý a K. V. Muttich) – Praha: Josef R. Vilímek, 1910[11]
- Moravské pověsti a pohádky. Zejména z Krasu moravského (ilustroval Stanislav Hudeček) – Praha: Josef R. Vilímek, 1920[12]
- Odpadlík: povídka z minulosti Moravy – Mladá Boleslav: Karel Vačlena, 1925
- O divoženkách – in Časopis Vlasteneckého spolku muzejního v Olomouci, 1928 s. 100–110

#### Drama
- Me sme vehrále! aneb Nepopostím!: Hanácká veselohra o třech jednáních – Brtnice: Josef Birnbaum, 1925
- Tulák drama ve čtyřech jednáních nebo "Jen drápek uváz a ztracen jest celý ptáček." L. N. Tolstoj – Brtnice: J. Birnbaum, 1925[13]

#### Audiodisk
- 33 pověstí o hradech a zámcích: autoři pověstí: Josef Pavel, Adolf Wenig, Jiří Svoboda, Jaroslav Kanyza a Karla Bufková-Wanklová. Jan Kanyza, Praha: Supraphon, 2019[14]